# Rosolino Pilo

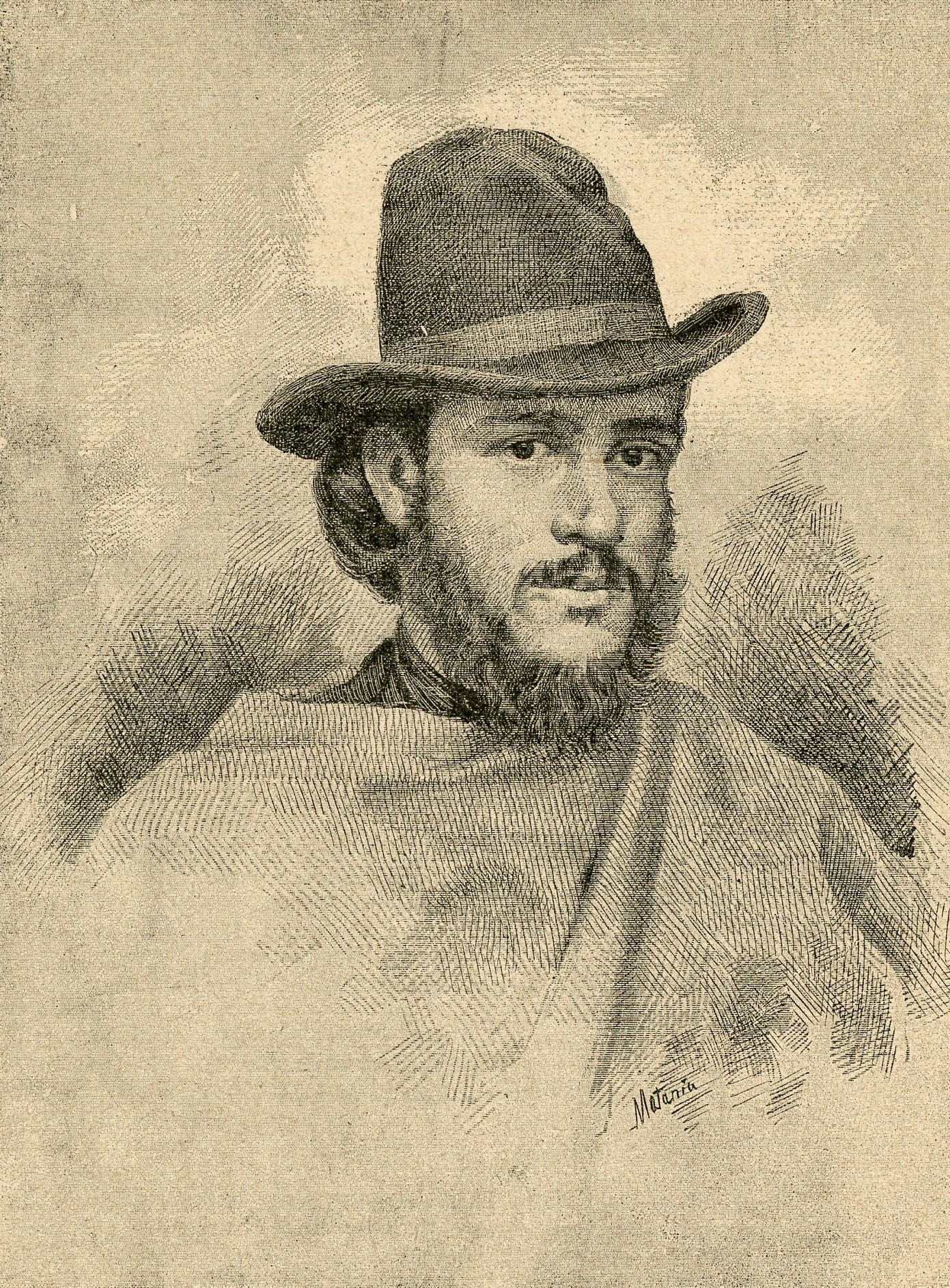
Rosolino Pilo

Rosolino Pilo, auch Rosalino Pilo,  (* 15. Juli 1820 in Palermo; † 21. Mai 1860 in San Martino delle Scale) war ein italienischer Patriot.

## Leben
Rosolino entstammte dem Adelsgeschlecht der Pilo aus Genua. Die Familie war 1560 nach Palermo gezogen. Rosolino war der vierte Sohn des Grafen Gerolamo di Capaci und seiner Gattin Antonia Gioeni. Der Junge verlor den Vater früh. Für ihn war die geistliche Laufbahn bei den Theatinern vorgesehen. Als 1831 die Mutter starb, verließ er das Priesterseminar und begeisterte sich zunehmend für die Revolution. Die Herrschaft der spanischen Bourbonen in Süditalien war den Italienern in Palermo ein Dorn im Auge. Zunächst nahm Pilo also an der Revolution 1848 auf Sizilien teil. Ferdinand II., König beider Sizilien, behielt letztendlich die Oberhand. Pilo floh über Marseille nach Genua. Dort lernte er Giuseppe Mazzini kennen. 1853 beteiligte sich Pilo an der Mailänder Revolte. Im Sommer 1856 verbündete er sich mit Carlo Pisacane im erneuten Kampf gegen die spanischen Bourbonen in Süditalien. Beider unausgesetzte Bemühungen um einen Guerillakrieg waren nicht von Erfolg gekrönt. Pilo floh nach Malta.
Bald nach dem Sieg Giuseppe Garibaldis über die Bourbonen bei Calatafimi fiel Pilo am 21. Mai 1860 in der Nähe von Monreale. Ihn traf eine Musketenkugel in den Kopf, als er auf einem Felsblock saß und ein paar Zeilen an Garibaldi schrieb. Beide Freiheitskämpfer marschierten an dem Unglückstag auf getrennten Wegen gegen Palermo. Garibaldi nahm die sizilianische Metropole eine Woche später ein.